# Simplified Aid for EVA Rescue

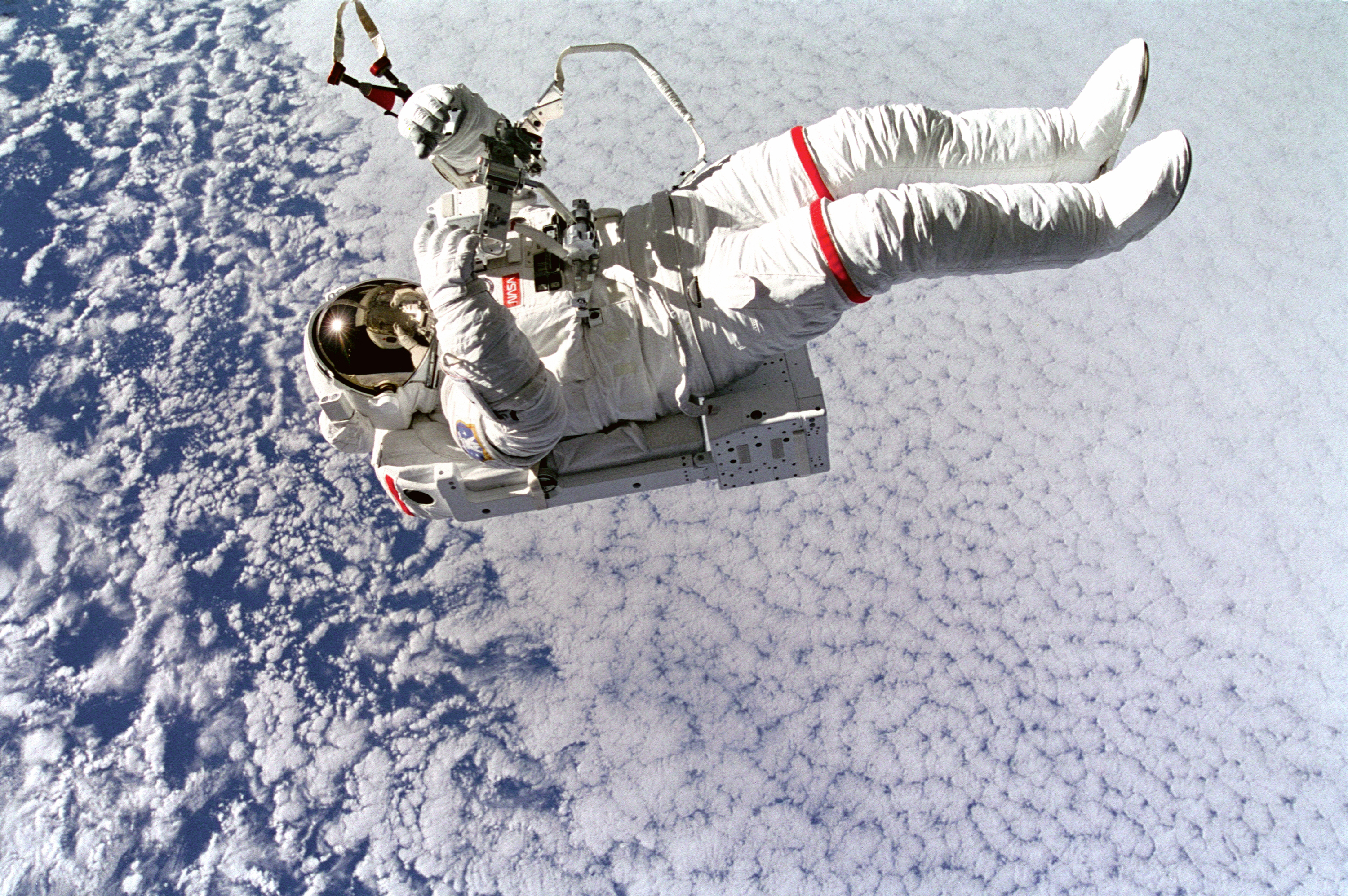
L'astronaute Mark C. Lee se déplaçant librement avec le système SAFER.

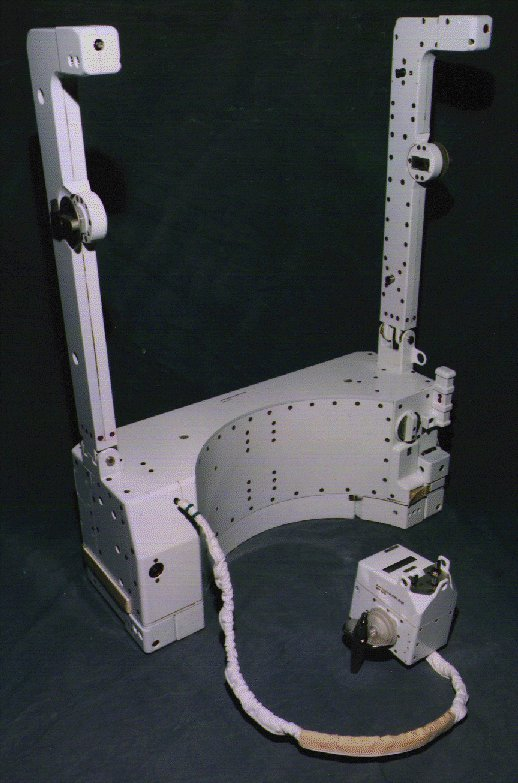
Le système SAFER.

Le Simplified Aid for EVA Rescue, plus connu sous son abréviation SAFER (« Aide simplifiée pour sortie extravéhiculaire ») est un petit système de propulsion autonome, accroché au dos de l'astronaute lors des sorties extravéhiculaires  qui lui permet de revenir à son point de départ si, à la suite d'une fausse manœuvre, il part à la dérive dans l'espace sans être retenu par un câble de sécurité. Il a été développé par la NASA pour limiter le risque des sorties liées aux opérations d'assemblage et de maintenance de la Station spatiale internationale.

## Application
Le SAFER est conçu pour aider un astronaute confronté à une situation d'urgence lors d'une sortie extravéhiculaire sans qu'aucun véhicule ne puisse se porter à son secours. SAFER est mis au point principalement par la division robotique de la NASA au Centre spatial Lyndon B. Johnson. Le SAFER est une version simplifiée du Manned Maneuvering Unit (MMU) et est attaché lors d'une sortie extravéhiculaire dans le dos de la combinaison spatiale américaine Extravehicular Mobility Unit (EMU). Au cours des missions réalisées par la navette spatiale, si un membre d'équipage au cours d'une sortie extravéhiculaire n'est plus accroché à la navette et part à la dérive, la procédure consiste à le récupérer en manœuvrant la navette. Les sorties effectuées dans le cadre de l'assemblage et de l'entretien de la Station spatiale internationale (ISS) ne permettent pas à celle-ci d'effectuer facilement ce type de manœuvre. Il est décidé de fournir aux astronautes, pour leurs sorties extravéhiculaires, un dispositif leur permettant de se déplacer par eux-mêmes lorsqu'ils ne disposent plus de point d'appui. Le SAFER est embarqué pour la première fois en 1994 sur la mission STS-64 au cours de laquelle Mark Charles Lee, après s'être détaché de la navette, teste le fonctionnement du dispositif,.

## Caractéristiques
L'unité principale du SAFER mesure 35 cm de haut, 66 cm de large et la boîte une profondeur de 25 cm. Les deux bras de chaque côté mesurent chacun 53 cm de haut. Chaque bras est équipé de douze petits propulseurs qui utilisent de l'azote. Le système pèse 38,5 kg (dont 1,4 kg de gaz) et peut fournir un Delta-v total d'environ 3 m/s ce qui est inférieur à celui du MMU qui est de 24,4 m/s. Ces propulseurs fonctionnent selon le principe de la conservation de la quantité de mouvement comme tous les moteurs-fusées : l'azote est éjecté à grande vitesse et propulse l'astronaute dans le sens contraire du jet. Le SAFER est moins complexe, moins coûteux et plus simple à utiliser que le MMU, et malgré un Delta-v limité, il est suffisant pour répondre aux besoins.